# Ichthyodes maculicollis
Ichthyodes maculicollis är en skalbaggsart som först beskrevs av Aurivillius 1916.  Ichthyodes maculicollis ingår i släktet Ichthyodes och familjen långhorningar. Inga underarter finns listade i Catalogue of Life.